# Загустай (Селенгинський район)
Загустай (рос. Загустай) — селище залізничної станції Селенгинського району, Бурятії Росії. Входить до складу Міського поселення місто Гусиноозерськ.
Населення — 149 осіб (2015 рік).